# 戴祐
戴祐（1431年—？），字元吉，順天府大興縣人，明朝政治人物。進士出身。

## 生平
順天府鄉試第十五名。成化二年（1466年）丙戌科會試第四十五名，殿試登進士第三甲第二百零一名。

## 家族
曾祖戴遜。祖父戴子期。父亲戴宗。